# 和平镇 (邵武市)
27°06′46″N 117°17′50″E / 27.11278°N 117.29722°E
和平镇是中国福建省南平市邵武市下辖的一个镇。为中国历史文化名镇。2019年被评为中国文化百强镇。
和平镇面积192平方公里，人口2.1万人。

## 历史沿革
约4000年前古越族先民在此繁衍生息，古镇有文字的历史始于唐代，唐称“昼锦”，宋为“昼锦乡和平里”，元承宋制，明朝为“三十三都”，清乾隆三十四年（1769年）设和平分县，隶属邵武府，民国为邵武第三区，1950年设和平镇。

## 行政区划
和平镇共辖1个社区、10个行政村，分别是：
禾风社区、坎下村、坎头村、朱源村、鹿口村、黎舍村、和平村、危冲村、罗前村、茶源村和坪上村。